# Saucelle
Saucelle és un municipi de la província de Salamanca a la comunitat autònoma de Castella i Lleó. Limita amb Barruecopardo a l'est, Bermellar i Hinojosa de Duero al sud, amb Mogadouro a l'oest i Vilvestre al nord.

## Demografia
| 1991 | 1996 | 2001 | 2004 |
| ---- | ---- | ---- | ---- |
| 575  | 484  | 410  | 386  |